# منشاق

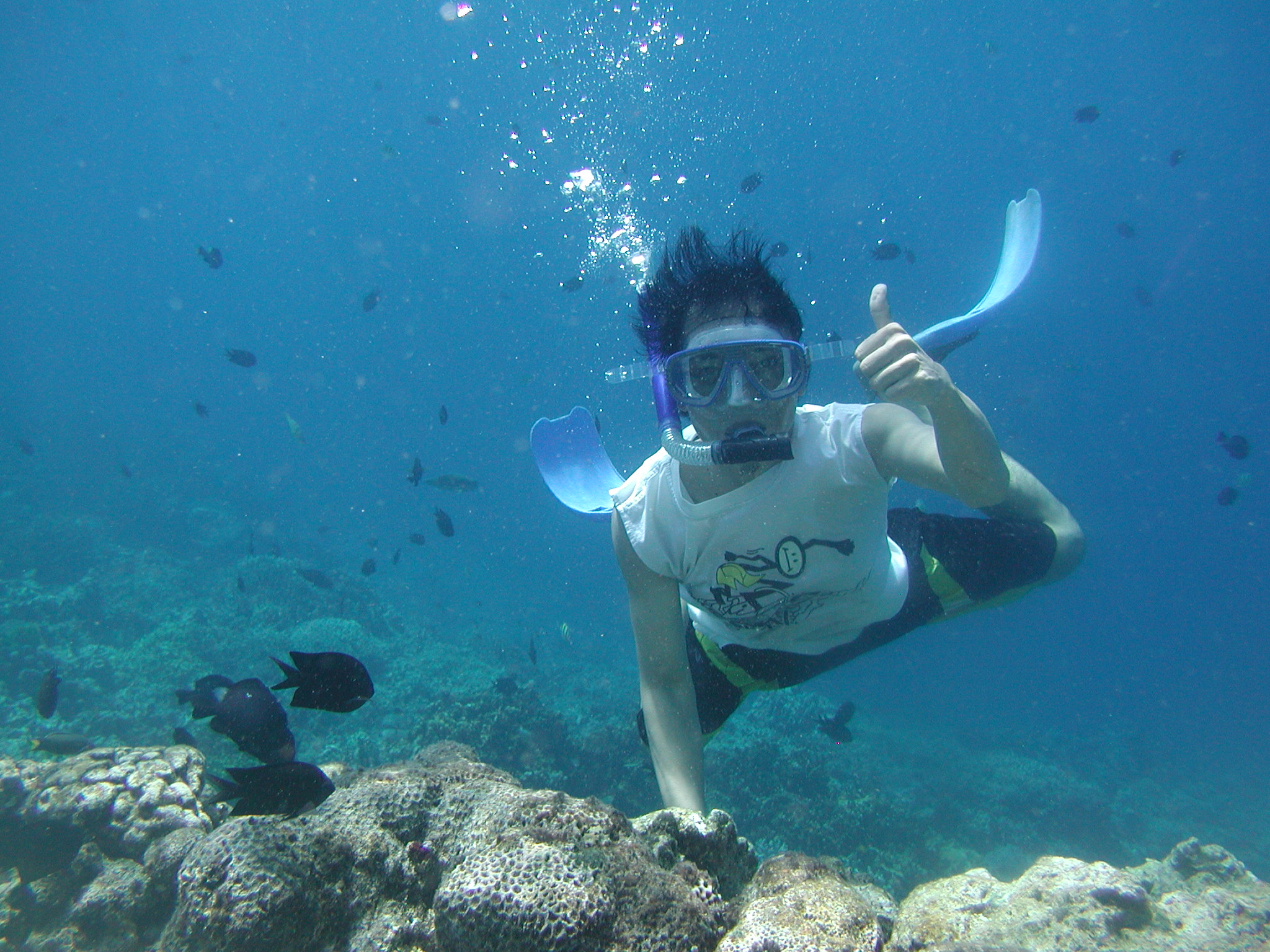
منشاق.

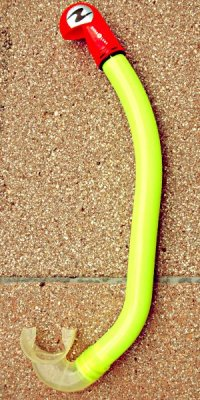
منشاق.

المِنشاق (بالإنجليزية: Snorkling)‏ جهاز للاستنشاق ولتسهيل عمليّة التنفُّس وهو عبارة عن أنبوب لسحب الهواء إلى ما تحت سطح الماء. في تاريخ المنشاق ذكر أرسطو في كتابه عن الحيوان أنه يفضل الغطس مستخدماً آلة تنفس مثل خرطوم الفيل.

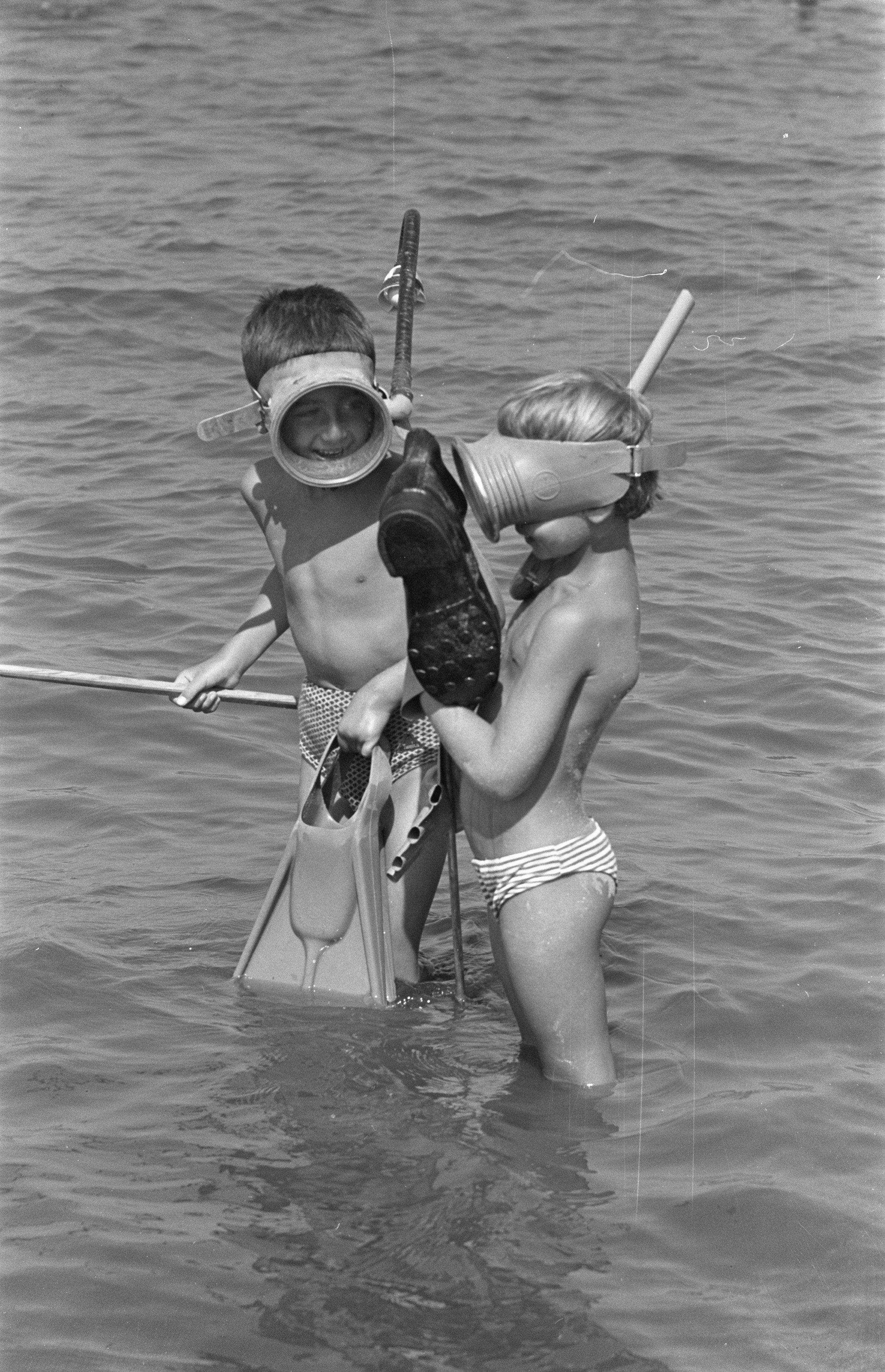
أطفال يضعون المناشيق.